# Mistrzostwa Polski w rugby 7 (2012)
XVIII Mistrzostwa Polski Seniorów w Rugby 7 odbyły się 18 sierpnia 2012 roku w Sochaczewie.
Do turnieju finałowego awansowało dwanaście zespołów wyłonionych we wcześniejszych eliminacjach rozegranych w dwóch geograficznie wydzielonych grupach. W rozegranym w Sochaczewie 18 sierpnia turnieju zagrało ostatecznie jedenaście zespołów, bowiem nie stawiła się drużyna z Koszalina, a trzeci tytuł mistrzowski z rzędu zdobyła Lechia Gdańsk.

## Faza grupowa

### Grupa A
| 18 sierpnia 2012 | AZS-AWF Warszawa | 38:14 | Ogniwo Sopot | Stadion przy ul. Warszawskiej 80, Sochaczew |
| 18 sierpnia 2012 |                  | 38:14 |              | Stadion przy ul. Warszawskiej 80, Sochaczew |

| 18 sierpnia 2012 | Czarni Pruszcz Gdański | 14:19 | AZS-AWF Warszawa | Stadion przy ul. Warszawskiej 80, Sochaczew |
| 18 sierpnia 2012 |                        | 14:19 |                  | Stadion przy ul. Warszawskiej 80, Sochaczew |

| 18 sierpnia 2012 | Czarni Pruszcz Gdański | 26:5 | Ogniwo Sopot | Stadion przy ul. Warszawskiej 80, Sochaczew |
| 18 sierpnia 2012 |                        | 26:5 |              | Stadion przy ul. Warszawskiej 80, Sochaczew |

### Grupa B
| 18 sierpnia 2012 | RK Unisław | 22:7 | Włókniarz Zgierz | Stadion przy ul. Warszawskiej 80, Sochaczew |
| 18 sierpnia 2012 |            | 22:7 |                  | Stadion przy ul. Warszawskiej 80, Sochaczew |

| 18 sierpnia 2012 | Budowlani Łódź | 41:0 | RK Unisław | Stadion przy ul. Warszawskiej 80, Sochaczew |
| 18 sierpnia 2012 |                | 41:0 |            | Stadion przy ul. Warszawskiej 80, Sochaczew |

| 18 sierpnia 2012 | Budowlani Łódź | 21:7 | Włókniarz Zgierz | Stadion przy ul. Warszawskiej 80, Sochaczew |
| 18 sierpnia 2012 |                | 21:7 |                  | Stadion przy ul. Warszawskiej 80, Sochaczew |

### Grupa C
| 18 sierpnia 2012 | Posnania | 25:0 (wo.) | Kosmaz Koszalin | Stadion przy ul. Warszawskiej 80, Sochaczew |
| 18 sierpnia 2012 |          | 25:0 (wo.) |                 | Stadion przy ul. Warszawskiej 80, Sochaczew |

| 18 sierpnia 2012 | Lechia Gdańsk | 22:5 | Posnania | Stadion przy ul. Warszawskiej 80, Sochaczew |
| 18 sierpnia 2012 |               | 22:5 |          | Stadion przy ul. Warszawskiej 80, Sochaczew |

| 18 sierpnia 2012 | Lechia Gdańsk | 25:0 (wo.) | Kosmaz Koszalin | Stadion przy ul. Warszawskiej 80, Sochaczew |
| 18 sierpnia 2012 |               | 25:0 (wo.) |                 | Stadion przy ul. Warszawskiej 80, Sochaczew |

### Grupa D
| 18 sierpnia 2012 | AZS-AWFiS Gdańsk | 36:0 | RC Igloo Ruda Śląska | Stadion przy ul. Warszawskiej 80, Sochaczew |
| 18 sierpnia 2012 |                  | 36:0 |                      | Stadion przy ul. Warszawskiej 80, Sochaczew |

| 18 sierpnia 2012 | Orkan Sochaczew | 31:0 | AZS-AWFiS Gdańsk | Stadion przy ul. Warszawskiej 80, Sochaczew |
| 18 sierpnia 2012 |                 | 31:0 |                  | Stadion przy ul. Warszawskiej 80, Sochaczew |

| 18 sierpnia 2012 | Orkan Sochaczew | 31:7 | RC Igloo Ruda Śląska | Stadion przy ul. Warszawskiej 80, Sochaczew |
| 18 sierpnia 2012 |                 | 31:7 |                      | Stadion przy ul. Warszawskiej 80, Sochaczew |

## Faza pucharowa

### Mecze o miejsca 1–4
|  |                        |                        |                  |                  |    |                  |                  |                  |                   |                   |                   |       |       |
|  | Ćwierćfinały           | Ćwierćfinały           | Ćwierćfinały     |                  |    | Półfinały        | Półfinały        | Półfinały        |                   |                   | Finał             | Finał | Finał |
|  | Ćwierćfinały           | Ćwierćfinały           | Ćwierćfinały     |                  |    | Półfinały        | Półfinały        | Półfinały        |                   |                   | Finał             | Finał | Finał |
|  | 18 sierpnia 2012       |                        |                  |                  |    |                  |                  |                  |                   |                   |                   |       |       |
|  |                        |                        |                  |                  |    |                  |                  |                  |                   |                   |                   |       |       |
|  | AZS-AWF Warszawa       | AZS-AWF Warszawa       | 26               |                  |    |                  |                  |                  |                   |                   |                   |       |       |
|  | AZS-AWF Warszawa       | AZS-AWF Warszawa       | 26               | 18 sierpnia 2012 |    |                  |                  |                  |                   |                   |                   |       |       |
|  | AZS-AWFiS Gdańsk       | AZS-AWFiS Gdańsk       | 14               |                  |    |                  |                  |                  |                   |                   |                   |       |       |
|  | AZS-AWFiS Gdańsk       | AZS-AWFiS Gdańsk       | 14               |                  |    | AZS-AWF Warszawa | AZS-AWF Warszawa | 7                |                   |                   |                   |       |       |
|  | 18 sierpnia 2012       |                        |                  |                  |    | AZS-AWF Warszawa | AZS-AWF Warszawa | 7                |                   |                   |                   |       |       |
|  |                        |                        | Budowlani Łódź   | Budowlani Łódź   | 42 |                  |                  |                  |                   |                   |                   |       |       |
|  | Budowlani Łódź         | Budowlani Łódź         | Budowlani Łódź   | Budowlani Łódź   | 42 | 12               |                  |                  |                   |                   |                   |       |       |
|  | Budowlani Łódź         | Budowlani Łódź         |                  |                  |    | 12               | 18 sierpnia 2012 |                  |                   |                   |                   |       |       |
|  | Posnania               | Posnania               | 7                |                  |    |                  |                  |                  |                   |                   |                   |       |       |
|  | Posnania               | Posnania               | 7                |                  |    | Budowlani Łódź   | Budowlani Łódź   | 15               |                   |                   |                   |       |       |
|  | 18 sierpnia 2012       |                        |                  |                  |    | Budowlani Łódź   | Budowlani Łódź   | 15               |                   |                   |                   |       |       |
|  |                        |                        | Lechia Gdańsk    | Lechia Gdańsk    | 26 |                  |                  |                  |                   |                   |                   |       |       |
|  | Orkan Sochaczew        | Orkan Sochaczew        | Lechia Gdańsk    | Lechia Gdańsk    | 26 | 24               |                  |                  |                   |                   |                   |       |       |
|  | Orkan Sochaczew        | Orkan Sochaczew        | 18 sierpnia 2012 |                  |    | 24               |                  |                  |                   |                   |                   |       |       |
|  | Czarni Pruszcz Gdański | Czarni Pruszcz Gdański | 7                |                  |    |                  |                  |                  |                   |                   |                   |       |       |
|  | Czarni Pruszcz Gdański | Czarni Pruszcz Gdański | 7                |                  |    | Orkan Sochaczew  | Orkan Sochaczew  | 7                | Mecz o 3. miejsce | Mecz o 3. miejsce | Mecz o 3. miejsce |       |       |
|  | 18 sierpnia 2012       |                        |                  |                  |    | Orkan Sochaczew  | Orkan Sochaczew  | 7                | Mecz o 3. miejsce | Mecz o 3. miejsce | Mecz o 3. miejsce |       |       |
|  |                        |                        | Lechia Gdańsk    | Lechia Gdańsk    | 31 |                  |                  | 18 sierpnia 2012 | 18 sierpnia 2012  | 18 sierpnia 2012  |                   |       |       |
|  | Lechia Gdańsk          | Lechia Gdańsk          | Lechia Gdańsk    | Lechia Gdańsk    | 31 | 52               |                  | 18 sierpnia 2012 | 18 sierpnia 2012  | 18 sierpnia 2012  |                   |       |       |
|  | Lechia Gdańsk          | Lechia Gdańsk          |                  |                  |    |                  |                  | AZS-AWF Warszawa | AZS-AWF Warszawa  | 5                 |                   |       |       |
|  | RK Unisław             | RK Unisław             | 0                |                  |    |                  |                  |                  | AZS-AWF Warszawa  | 5                 |                   |       |       |
|  | RK Unisław             | RK Unisław             | 0                |                  |    |                  |                  | Orkan Sochaczew  | Orkan Sochaczew   | 19                |                   |       |       |
|  |                        |                        |                  |                  |    |                  |                  |                  | Orkan Sochaczew   | 19                |                   |       |       |

| 18 sierpnia 2012 | AZS-AWF Warszawa | 26:14 | AZS-AWFiS Gdańsk | Stadion przy ul. Warszawskiej 80, Sochaczew |
| 18 sierpnia 2012 |                  | 26:14 |                  | Stadion przy ul. Warszawskiej 80, Sochaczew |

| 18 sierpnia 2012 | Budowlani Łódź | 12:7 | Posnania | Stadion przy ul. Warszawskiej 80, Sochaczew |
| 18 sierpnia 2012 |                | 12:7 |          | Stadion przy ul. Warszawskiej 80, Sochaczew |

| 18 sierpnia 2012 | Orkan Sochaczew | 24:7 | Czarni Pruszcz Gdański | Stadion przy ul. Warszawskiej 80, Sochaczew |
| 18 sierpnia 2012 |                 | 24:7 |                        | Stadion przy ul. Warszawskiej 80, Sochaczew |

| 18 sierpnia 2012 | Lechia Gdańsk | 52:0 | RK Unisław | Stadion przy ul. Warszawskiej 80, Sochaczew |
| 18 sierpnia 2012 |               | 52:0 |            | Stadion przy ul. Warszawskiej 80, Sochaczew |

| 18 sierpnia 2012 | AZS-AWF Warszawa | 7:42 | Budowlani Łódź | Stadion przy ul. Warszawskiej 80, Sochaczew |
| 18 sierpnia 2012 |                  | 7:42 |                | Stadion przy ul. Warszawskiej 80, Sochaczew |

| 18 sierpnia 2012 | Orkan Sochaczew | 7:31 | Lechia Gdańsk | Stadion przy ul. Warszawskiej 80, Sochaczew |
| 18 sierpnia 2012 |                 | 7:31 |               | Stadion przy ul. Warszawskiej 80, Sochaczew |

| 18 sierpnia 2012 | Budowlani Łódź | 15:26 | Lechia Gdańsk | Stadion przy ul. Warszawskiej 80, Sochaczew |
| 18 sierpnia 2012 |                | 15:26 |               | Stadion przy ul. Warszawskiej 80, Sochaczew |

| 18 sierpnia 2012 | AZS-AWF Warszawa | 5:19 | Orkan Sochaczew | Stadion przy ul. Warszawskiej 80, Sochaczew |
| 18 sierpnia 2012 |                  | 5:19 |                 | Stadion przy ul. Warszawskiej 80, Sochaczew |

### Mecze o miejsca 5–8
|  |                        |                        |                        |                        |   |          |          |       |
|  | Półfinały              | Półfinały              | Półfinały              |                        |   | Finał    | Finał    | Finał |
|  | Półfinały              | Półfinały              | Półfinały              |                        |   | Finał    | Finał    | Finał |
|  | 18 sierpnia 2012       |                        |                        |                        |   |          |          |       |
|  |                        |                        |                        |                        |   |          |          |       |
|  | AZS-AWFiS Gdańsk       | AZS-AWFiS Gdańsk       | 14                     |                        |   |          |          |       |
|  | AZS-AWFiS Gdańsk       | AZS-AWFiS Gdańsk       | 14                     | 18 sierpnia 2012       |   |          |          |       |
|  | Posnania               | Posnania               | 24                     |                        |   |          |          |       |
|  | Posnania               | Posnania               | 24                     |                        |   | Posnania | Posnania | 49    |
|  | 18 sierpnia 2012       |                        |                        |                        |   | Posnania | Posnania | 49    |
|  |                        |                        | Czarni Pruszcz Gdański | Czarni Pruszcz Gdański | 0 |          |          |       |
|  | Czarni Pruszcz Gdański | Czarni Pruszcz Gdański | Czarni Pruszcz Gdański | Czarni Pruszcz Gdański | 0 | 21       |          |       |
|  | Czarni Pruszcz Gdański | Czarni Pruszcz Gdański |                        |                        |   |          |          |       |
|  | RK Unisław             | RK Unisław             | 0                      |                        |   |          |          |       |
|  | RK Unisław             | RK Unisław             | 0                      | Mecz o 3. miejsce      |   |          |          |       |
|  |                        |                        |                        |                        |   |          |          |       |
|  | 18 sierpnia 2012       |                        |                        |                        |   |          |          |       |
|  |                        |                        |                        |                        |   |          |          |       |
|  | AZS-AWFiS Gdańsk       | AZS-AWFiS Gdańsk       | 45                     |                        |   |          |          |       |
|  | AZS-AWFiS Gdańsk       | AZS-AWFiS Gdańsk       | 45                     |                        |   |          |          |       |
|  | RK Unisław             | RK Unisław             | 5                      |                        |   |          |          |       |
|  | RK Unisław             | RK Unisław             | 5                      |                        |   |          |          |       |

| 18 sierpnia 2012 | AZS-AWFiS Gdańsk | 14:24 | Posnania | Stadion przy ul. Warszawskiej 80, Sochaczew |
| 18 sierpnia 2012 |                  | 14:24 |          | Stadion przy ul. Warszawskiej 80, Sochaczew |

| 18 sierpnia 2012 | Czarni Pruszcz Gdański | 21:0 | RK Unisław | Stadion przy ul. Warszawskiej 80, Sochaczew |
| 18 sierpnia 2012 |                        | 21:0 |            | Stadion przy ul. Warszawskiej 80, Sochaczew |

| 18 sierpnia 2012 | Posnania | 49:0 | Czarni Pruszcz Gdański | Stadion przy ul. Warszawskiej 80, Sochaczew |
| 18 sierpnia 2012 |          | 49:0 |                        | Stadion przy ul. Warszawskiej 80, Sochaczew |

| 18 sierpnia 2012 | AZS-AWFiS Gdańsk | 45:5 | RK Unisław | Stadion przy ul. Warszawskiej 80, Sochaczew |
| 18 sierpnia 2012 |                  | 45:5 |            | Stadion przy ul. Warszawskiej 80, Sochaczew |

### Mecze o miejsca 9–12
|  |                      |                      |                  |                   |    |              |              |       |
|  | Półfinały            | Półfinały            | Półfinały        |                   |    | Finał        | Finał        | Finał |
|  | Półfinały            | Półfinały            | Półfinały        |                   |    | Finał        | Finał        | Finał |
|  | 18 sierpnia 2012     |                      |                  |                   |    |              |              |       |
|  |                      |                      |                  |                   |    |              |              |       |
|  | Ogniwo Sopot         | Ogniwo Sopot         | 24               |                   |    |              |              |       |
|  | Ogniwo Sopot         | Ogniwo Sopot         | 24               | 18 sierpnia 2012  |    |              |              |       |
|  | RC Igloo Ruda Śląska | RC Igloo Ruda Śląska | 5                |                   |    |              |              |       |
|  | RC Igloo Ruda Śląska | RC Igloo Ruda Śląska | 5                |                   |    | Ogniwo Sopot | Ogniwo Sopot | 24    |
|  | 18 sierpnia 2012     |                      |                  |                   |    | Ogniwo Sopot | Ogniwo Sopot | 24    |
|  |                      |                      | Włókniarz Zgierz | Włókniarz Zgierz  | 14 |              |              |       |
|  | Włókniarz Zgierz     | Włókniarz Zgierz     | Włókniarz Zgierz | Włókniarz Zgierz  | 14 | 25           |              |       |
|  | Włókniarz Zgierz     | Włókniarz Zgierz     |                  |                   |    |              |              |       |
|  | Kosmaz Koszalin      | Kosmaz Koszalin      | 0                |                   |    |              |              |       |
|  | Kosmaz Koszalin      | Kosmaz Koszalin      | 0                | Mecz o 3. miejsce |    |              |              |       |
|  |                      |                      |                  |                   |    |              |              |       |
|  | 18 sierpnia 2012     |                      |                  |                   |    |              |              |       |
|  |                      |                      |                  |                   |    |              |              |       |
|  | RC Igloo Ruda Śląska | RC Igloo Ruda Śląska | 25               |                   |    |              |              |       |
|  | RC Igloo Ruda Śląska | RC Igloo Ruda Śląska | 25               |                   |    |              |              |       |
|  | Kosmaz Koszalin      | Kosmaz Koszalin      | 0                |                   |    |              |              |       |
|  | Kosmaz Koszalin      | Kosmaz Koszalin      | 0                |                   |    |              |              |       |

| 18 sierpnia 2012 | Ogniwo Sopot | 24:5 | RC Igloo Ruda Śląska | Stadion przy ul. Warszawskiej 80, Sochaczew |
| 18 sierpnia 2012 |              | 24:5 |                      | Stadion przy ul. Warszawskiej 80, Sochaczew |

| 18 sierpnia 2012 | Włókniarz Zgierz | 25:0 (wo.) | Kosmaz Koszalin | Stadion przy ul. Warszawskiej 80, Sochaczew |
| 18 sierpnia 2012 |                  | 25:0 (wo.) |                 | Stadion przy ul. Warszawskiej 80, Sochaczew |

| 18 sierpnia 2012 | Ogniwo Sopot | 24:14 | Włókniarz Zgierz | Stadion przy ul. Warszawskiej 80, Sochaczew |
| 18 sierpnia 2012 |              | 24:14 |                  | Stadion przy ul. Warszawskiej 80, Sochaczew |

| 18 sierpnia 2012 | RC Igloo Ruda Śląska | 25:0 (wo.) | Kosmaz Koszalin | Stadion przy ul. Warszawskiej 80, Sochaczew |
| 18 sierpnia 2012 |                      | 25:0 (wo.) |                 | Stadion przy ul. Warszawskiej 80, Sochaczew |

## Klasyfikacja końcowa
| Miejsce | Reprezentacja          |
| ------- | ---------------------- |
| 1       | Lechia Gdańsk          |
| 2       | Budowlani Łódź         |
| 3       | Orkan Sochaczew        |
| 4       | AZS-AWF Warszawa       |
| 5       | Posnania               |
| 6       | Czarni Pruszcz Gdański |
| 7       | AZS-AWFiS Gdańsk       |
| 8       | RK Unisław             |
| 9       | Włókniarz Zgierz       |
| 10      | Ogniwo Sopot           |
| 11      | RC Igloo Ruda Śląska   |
| NKL     | Kosmaz Koszalin        |